# Бонев, Никола
Никола Иванов Бонев (1898−1979) — болгарский астроном.

## Биография
Родился в Стара-Загора, образование получил в Софийском университете, стажировался в Париже и Берлине. С 1932 — профессор астрономии Софийского университета, в 1952—1972 — директор сектора астрономии при Болгарской АН.
Основные труды в области исследований тел Солнечной системы. Занимался вопросами происхождения и эволюции Луны, изучал распределение кратеров на поверхности Луны, рассмотрел возможность образования некоторых лунных кратеров в результате вулканической активности. Исследовал движение спутников Юпитера и Сатурна, вращение Венеры вокруг оси. Инициатор международной программы измерения дуги меридиана Северный Ледовитый океан — Африка (1933).
Академик Болгарской АН (1978), Председатель Болгарского астронавтического общества со времени его основания (1957), член Международной академии астронавтики (1961), президент Международной астронавтической федерации (1962—1963).